# توبیاس کامک
 توبیاس کامک (انگلیسی: Tobias Kamke؛ زادهٔ ۲۱ مهٔ ۱۹۸۶) یک تنیس‌باز اهل آلمان است. 